# 渓流植物
渓流植物（けいりゅうしょくぶつ、英: rheophyte）または渓流沿い植物（けいりゅうぞいしょくぶつ）は、流れが速いあるいは洪水時に水没する河川の渓流帯に生育する植物。このような環境は、洪水・増水による生育環境のかく乱や植物体の水没等、植物にとっては不利益な環境であるが、他種との競争、環境への適応、種分化を考える上で興味深い対象である。

## 概説
渓流とは、河川の上流域の流れが急な区域を指す。このような区域は、浸食作用が激しく、そのために瓦礫が多い上、雨量によって水位も変化するので、生物に乏しいこともある。しかし、周囲に森林があれば、水位も安定する上、瓦礫の崩落もさほど多くない。むしろ酸素の多い清冽な水環境は、多くの生物を養うものである。ただし、水位が安定するといっても若干は変動し、元来流れが急な場所であるため、水に浸った場合には激しい流れにさらされる。時には集中豪雨などによる急激な増水やより激しい流れにさらされることもある。あまりに水位の変動が大きく、その度に砂利などが流れる川では、その際に削り落とされるので、生育が難しい。このような渓流のごく周辺に生育する維管束植物を渓流植物と言う。特に暖かく降水量の多い地域でその数が多い。逆に言えば、渓流植物が岩の上に多くはえているのは、その川が安定していることの証明となろう。

## 渓流植物の特徴
渓流植物の大部分は陸生の小型から中型の草本または低木である。水草は一般に泥に根を下ろし、水中に茎を伸ばすが、渓流ではこのような生活は難しい。ほとんどは水際からその周辺の陸に生育する。一部に水中あるいは水上の岩に着生植物のようにして生活するものがある。カワゴケソウ科はこの方向に進化したものであり、日本産の種はすべて水中の岩の表面にゼニゴケ類のような姿で張り付いている
これは、水位の変動で水に洗われる時に剥がされないためにも必要なことである。したがって、その生育の様子は岩にくっついた着生植物に似ている。滝の周辺では本格的に着生植物の姿をしたものが出現する。滝の周辺はしぶきによって水が豊富なので、一般的な着生植物が出現することもよくある。
渓流植物は、渓流環境に適応する（河川の流れの抵抗を抑えたり、流れに逆らったりする）ために、近縁な種と比較して下記のような形態や繁殖に特徴がある。
1. 葉は面積が狭く、葉身が極端に細長くなる傾向にある。これを狭葉現象という。また、葉に切込みが入る場合もある。
2. 枝のつく角度が小さくなる。
3. 根が発達し、基盤に固く付着する。
4. 早く乾燥するために毛が少ない。
5. 花期は雨季や梅雨等の洪水の起こらない時期を選択する。

また、背の低い草や這うように育つ樹木が多い。これも水に浸かることへの対応とみていいだろう。熱帯では高木になる樹木にも、幼樹の間は渓流に適応した性質をもつものがある。フタバガキ科のDipterocarpus oblongifoliusはその例で、河川周辺で成長して大木となるが、その幼樹は葉が細いなどの渓流植物の特徴を持つため渓流の傍でも成長できる。このような植物を幼期渓流（沿い）植物という。

## 生物学的意義
渓流環境は多くの植物にとって不利な環境であるが、他種との競争力が弱い種にとっては、渓流環境に適応することにより、他種との競争を回避することができる。このような種にとっては渓流環境は有利な環境と言える。また、渓流植物の多くは狭葉現象により、葉面積が狭くなる傾向にあるが、これは光合成を行う能力が劣っていることを示し、渓流環境への適応と光合成能はトレードオフの関係にある。このように特殊な環境に適応し競争を回避する例は、マングローブ植物や高山植物等が挙げられる。

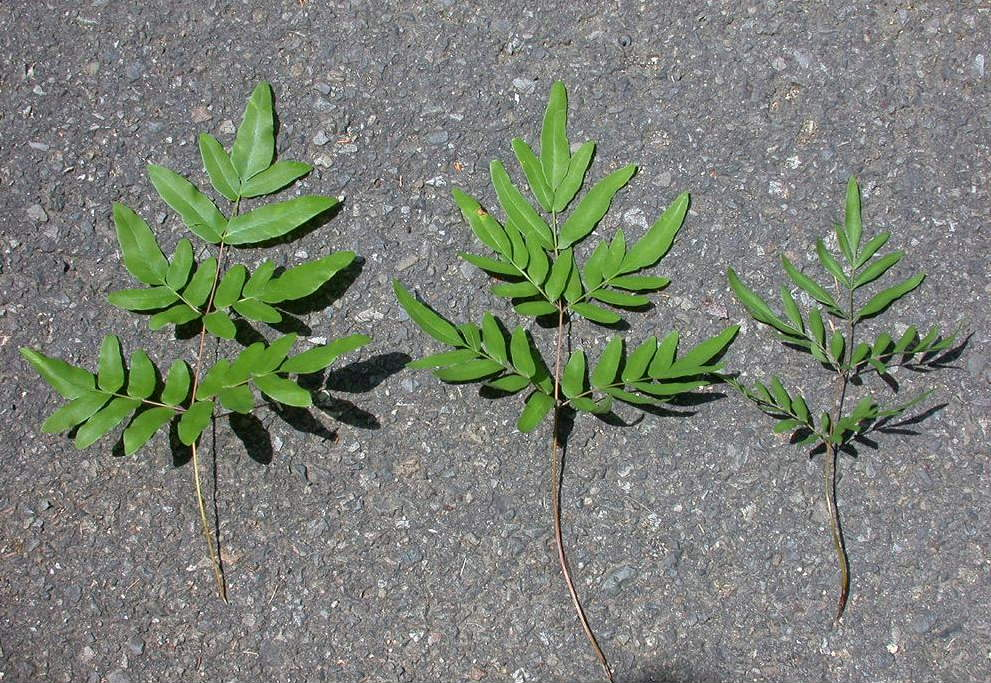
左：ゼンマイ（広い葉）
右：ヤシャゼンマイ（狭い葉）
(中は両者の雑種）

渓流植物には、リュウキュウツワブキに対するツワブキ、ヤシャゼンマイに対するゼンマイのように渓流環境に適応していない近縁な植物が存在することが多い。これは、ある環境への適応が進み種分化が起こる例として紹介されている。また、渓流植物は個体変異が大きい事が知られており、洪水や増水の規模や頻度の大きい場所ほど、著しい狭葉現象が見られる傾向にある。

## 渓流植物の種類
渓流沿いという環境は降水量の多い地域に限るため、特に熱帯域や亜熱帯域で種類が多い。渓流植物は一説には世界で70科240属650種にのぼる。ただし、特に熱帯域で詳細な調査が行なわれていない部分があり、実際にはもっと多くて植物全体の0.5-1%に達するとの説もある。また、渓流植物の多くはその地域に限られた固有種である。これは祖先的な植物からその渓流環境に適応し、新たな種に分化した結果であると考えられている。
下記に日本の代表的な渓流植物を列記する。（）内はその祖先と考えられている植物である。
シダ植物
ホングウシダ科：サイゴクホングウシダ・ヒメホラシノブ・コビトホラシノブ
オシダ科：ヤエヤマトラノオ（タイワンジュウモンジシダ）
ウラボシ科：ヒメタカノハウラボシ・ミツデヘラシダ
チャセンシダ科：ホウビシダ
ゼンマイ科：ヤシャゼンマイ（ゼンマイ）
種子植物
ユキノシタ科：アワモリショウマ・ダイモンジソウ・アマミチャルメルソウ
ベンケイソウ科：ヒメレンゲ
セリ科：カワゼンゴ
バラ科：コバノアマミフユイチゴ（アマミフユイチゴ）
イラクサ科：アマミサンショウソウ
カタバミ科：アマミカタバミ
スミレ科：ヤエヤマスミレ・オリヅルスミレ・アマミスミレ
アジサイ科：アマミクサアジサイ
サクラソウ科：ヒメミヤマコナスビ
カワゴケソウ科：カワゴケソウ
ヤナギ科：ネコヤナギ
ツバキ科：テリハヒサカキ（ハマヒサカキ）
ツツジ科：サツキ・リュウキュウアセビ・ケラマツツジ
アカネ科：アマミアワゴケ・アマミイナモリ
ゴマノハグサ科：ヒメサギゴケ
シソ科：ヒメタムラソウ
キク科：アオヤギバナ・リュウキュウツワブキ（ツワブキの変種）・ホソバノギク・コケタンポポ・ナガバハグマ（オキナワテイショウソウ）
カヤツリグサ科：ナルコスゲ・タニガワスゲ・フサナキリスゲ・サワヒメスゲ・オキナワヒメナキリ
イネ科：アオシバ
ショウブ科：セキショウ
ラン科：ソノハラトンボ

## 絶滅のおそれのある渓流植物
渓流植物は上述の通り固有種が多いうえ、渓流という生育環境がダム等の開発や森林伐採等による水量減少などのかく乱を受ける事が多い。これを反映して、渓流植物には日本の環境省のレッドデータブックや、生育地である地方公共団体のレッドデータブック等に掲載されている絶滅危惧種が含まれる。下記に、環境省版レッドデータブックに掲載されている代表的な種を記載する。

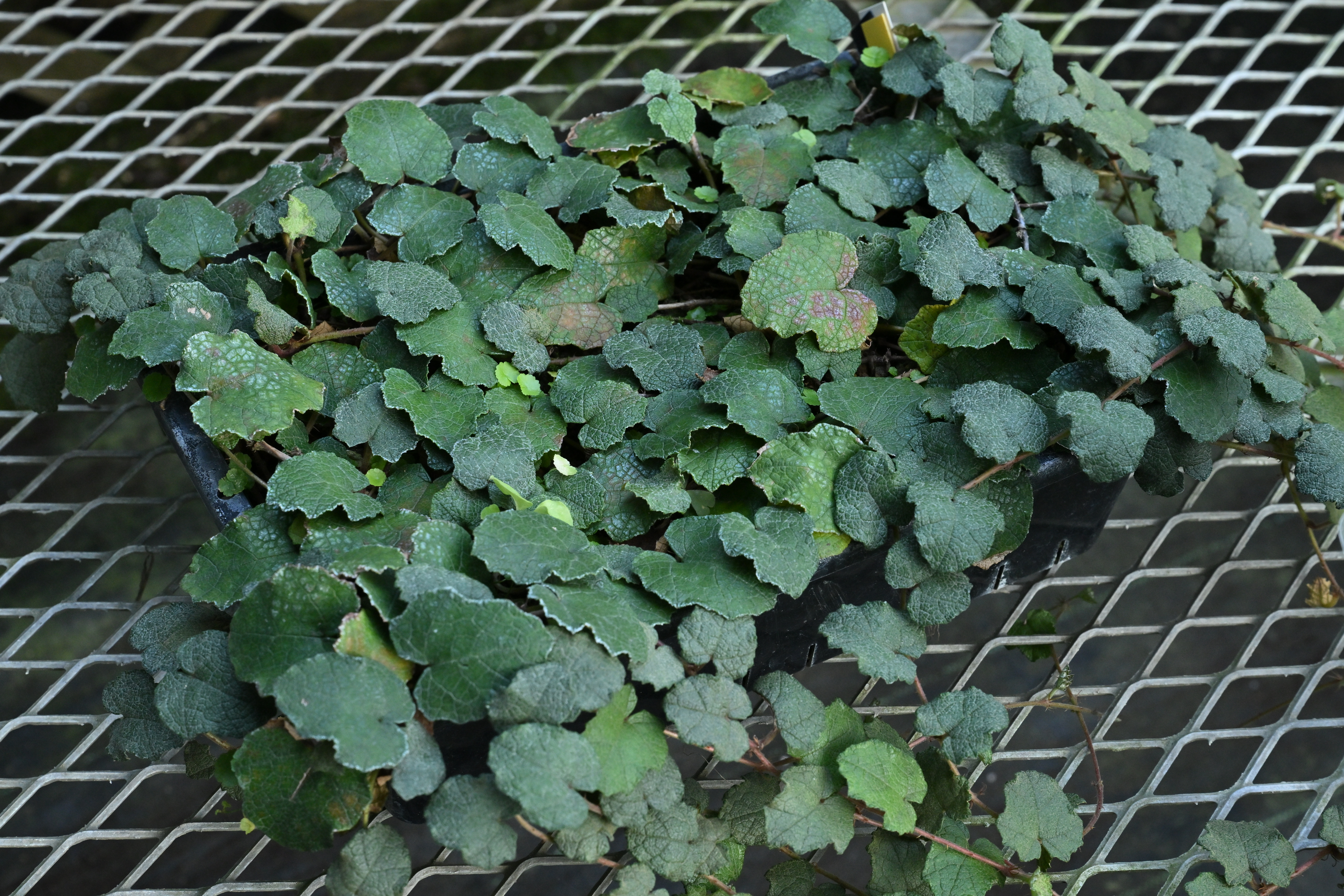
コバノアマミフユイチゴ（絶滅危惧IA類）

野生絶滅
オリヅルスミレ
絶滅危惧IA類
カワゴケソウ・リュウキュウアセビ・アマミチャルメルソウ・コバノアマミフユイチゴ・アマミサンショウソウ・アマミカタバミ・アマミスミレ・アマミアワゴケ・ヒメミヤマコナスビ・コビトホラシノブ
絶滅危惧IB類
カワゼンゴ・ヒメサギゴケ・アマミクサアジサイ
絶滅危惧II類
コケタンポポ・ナガバハグマ